# 山河屯站
山河屯站，位于黑龙江省哈尔滨市五常市山河镇，建于1933年，现隶属沈阳铁路局，为四等站。拉滨铁路经过此站。2022年6月10日，由于4342/1次列车停运，山河屯站正式停止办理客运业务。

## 历史
建于1933年。
2022年停止办理客运业务。

## 业务办理
不办理客货运业务。